# Albacor Comuna
Albacor Comuna es un cultivar de higuera de tipo higo común Ficus carica, bífera (con dos cosechas por temporada, brevas e higos de otoño), de higos de epidermis con color de fondo negro mate con sobre color negro brillante. Se cultiva en la colección de higueras de Montserrat Pons i Boscana en Llucmajor, Islas Baleares.

## Sinonimia
- „Albacor Grossa“en las Islas Baleares,[4][6][7]

## Historia
Actualmente la cultiva en su colección de higueras baleares Montserrat Pons i Boscana, rescatada de un ejemplar o higuera madre cultivada en "es Palmer" en el término de Llucmajor, propiedad de Pere Ginard gran conocedor y admirador de esta variedad 'Albacor' por la precocidad, tamaño y calidad de la cosecha de brevas.
La variedad 'Albacor Comuna' fue citada por Esterlich (La Higuera, 1910), se distingue de la variedad 'Albacor' por el tamaño de los higos, mayor precocidad de cosecha, pedúnculo verde claro bastante definido, agrietado muy marcado grueso, y un pequeño y estrecho cuello. En esta variedad aparecen hojas enteras rasgos diferenciales con la 'Albacor' aunque se puede considerar como una subvariedad de la misma.
La variedad 'Albacor Comuna' está citada en el Diccionario Catalán-Valenciano-Balear (DCVB).

## Características
La higuera 'Albacor Comuna' es una variedad bífera de tipo higo común. Árbol de gran desarrollo, elevada vigorosidad, con copa redondeada, de ramas con tendencia a colgar hacia al suelo. Sus hojas con 3 lóbulos (50%) son las mayoritarias, de 5 lóbulos (40%) y de 1 lóbulo (10%). Sus hojas con dientes presentes y márgenes ondulados anchos. 'Albacor Comuna' tiene un desprendimiento mediano-alto de higos, y un rendimiento productivo alto tanto en brevas como en higos. La yema apical cónica de color verde amarillento.
Los frutos 'Albacor Comuna' son de tamaño de longitud x anchura de 54 x 83 mm de forma entre ovoidales y piriformes tanto en brevas como en higos, que presentan unos frutos grandes, sobre todo las brevas, simétricos en la forma y uniformes en las dimensiones, de unos 64,530 gramos en promedio, de epidermis de consistencia mediana, grosor de la piel gruesa, de color de fondo negro mate con sobre color negro brillante. Ostiolo de 1 a 3 mm con escamas rosadas pequeñas. Pedúnculo de 2 a 4 mm cilíndrico de color verde claro. Grietas longitudinales abundantes y gruesas. Costillas muy marcadas. Con un ºBrix (grado de azúcar) de 27 muy dulce y jugoso en higos, con color de la pulpa rosada melosa. Con cavidad interna pequeña o ausente, y una gran cantidad de aquenios medianos. Son de un inicio de maduración en las brevas sobre el 12 de junio, la maduración de los higos sobre el 14 de agosto al 26 de septiembre. De rendimiento por árbol elevado.
Se usa como brevas e higos frescos para alimentación humana. Frescos y secos para alimentación animal. Producción alta. Son de mediana abscisión del pedúnculo y una buena facilidad de pelado. Bastantes resistentes a la apertura del ostiolo y al transporte. Muy sensibles a las lluvias, y al agriado, y medianamente susceptibles al desprendimiento.

## Cultivo
'Albacor Comuna', se utiliza brevas e higos frescos para alimentación humana. Los higos en fresco y seco para consumo animal (ganado porcino y ovino). Se está tratando de recuperar de ejemplares cultivados en la colección de higueras baleares de Montserrat Pons i Boscana en Llucmajor.